# كين فوري
كين فوري (بالإنجليزية: Ken Foree)‏ مواليد 29 فبراير 1948 في إنديانابوليس، الولايات المتحدة، هو ممثل أمريكي بدأ مسيرته الفنية سنة 1976.

## الأعمال
- من الجحيم 1986
- ظهور الموتى
- جراند ثفت أوتو: سان أندرياس
- منبوذو الشيطان
- ماء للفيلة

## وصلات خارجية
- كين فوري على موقع IMDb (الإنجليزية)
- كين فوري على موقع قاعدة بيانات الأفلام العربية
- كين فوري على موقع ألو سيني (الفرنسية)
- كين فوري على موقع أول موفي (الإنجليزية)
- كين فوري على موقع قاعدة بيانات الأفلام السويدية (السويدية)
- كين فوري على موقع إن إن دي بي (الإنجليزية)
- كين فوري على موقع قاعدة بيانات الفيلم (الإنجليزية)
- كين فوري على موقع كينوبويسك (الروسية)
- الموقع الرسمي